# Lista de prefeitos de Atílio Vivácqua (Espírito Santo)
Esta é a lista de prefeitos do município de Atílio Vivácqua, estado brasileiro do Espírito Santo.
| Nº                                                 | Nome                                                                            | Imagem                             | Partido                                          | Início do mandato       | Fim do mandato                          | Observações                                                         |
| Quinta República (1964–1985)                       |                                                                                 |                                    |                                                  |                         |                                         |                                                                     |
| 1                                                  | Cláudio Pereira Moraes                                                          |                                    | Partido Social Progressista PSP                  | 10 de abril de 1964     | 9 de novembro de 1964                   | Interventor nomeado pelo Governador Francisco Lacerda de Aguiar     |
| 2                                                  | Eliphas Azevedo Miranda                                                         |                                    | Partido Social Progressista PSP                  | 10 de novembro de 1964  | 30 de janeiro de 1967                   | Interventor nomeado pelo Governador Francisco Lacerda de Aguiar     |
| 3                                                  | Ricardo Barbieri                                                                |                                    | Aliança Renovadora Nacional ARENA                | 31 de janeiro de 1967   | 30 de janeiro de 1971                   | Prefeito eleito em sufrágio universal                               |
| 4                                                  | Antônio Pereira de Barros                                                       |                                    | Aliança Renovadora Nacional ARENA                | 31 de janeiro de 1971   | 30 de janeiro de 1973                   | Prefeito eleito em sufrágio universal                               |
| 5                                                  | Francisco Santana Silva (Atílio Vivácqua, 19.04.1935–)                          |                                    | Aliança Renovadora Nacional ARENA                | 31 de janeiro de 1973   | 31 de janeiro de 1977                   | Prefeito eleito em sufrágio universal                               |
| 6                                                  | José Luiz Torres Lopes (Atílio Vivácqua, 19.08.1948–)                           |                                    | Aliança Renovadora Nacional ARENA                | 1° de fevereiro de 1977 | 31 de janeiro de 1983                   | Prefeito eleito em sufrágio universal                               |
| Sexta República, ou Nova República (1985–presente) |                                                                                 |                                    |                                                  |                         |                                         |                                                                     |
| 7                                                  | Hélio Humberto Lima (Atílio Vivácqua, 02.07.1952–)                              |                                    | Partido do Movimento Democrático Brasileiro PMDB | 1° de fevereiro de 1983 | 31 de dezembro de 1988                  | Prefeito eleito em sufrágio universal                               |
| 8                                                  | José Luiz Torres Lopes (Atílio Vivácqua, 19.08.1948–)                           |                                    | Partido da Frente Liberal PFL                    | 1° de janeiro de 1989   | 31 de dezembro de 1992                  | Prefeito eleito em sufrágio universal                               |
| 9                                                  | Hélio Humberto Lima (Atílio Vivácqua, 02.07.1952–)                              |                                    | Partido do Movimento Democrático Brasileiro PMDB | 1° de janeiro de 1993   | 31 de dezembro de 1996                  | Prefeito eleito em sufrágio universal                               |
| 10                                                 | José Luiz Torres Lopes (Atílio Vivácqua, 19.08.1948–)                           |                                    | Partido Socialista Brasileiro PSB                | 1° de janeiro de 1997   | 31 de dezembro de 2000                  | Prefeito eleito em sufrágio universal                               |
| 10                                                 | José Luiz Torres Lopes (Atílio Vivácqua, 19.08.1948–)                           | Partido Trabalhista Brasileiro PTB | 1° de janeiro de 2001                            | 31 de dezembro de 2004  | Prefeito reeleito em sufrágio universal |                                                                     |
| 11                                                 | Hélio Humberto Lima (Atílio Vivácqua, 02.07.1952–)                              |                                    | Partido do Movimento Democrático Brasileiro PMDB | 1° de janeiro de 2005   | 31 de dezembro de 2008                  | Prefeito eleito em sufrágio universal                               |
| 12                                                 | José Luiz Torres Lopes (Atílio Vivácqua, 19.08.1948–)                           |                                    | Democratas DEM                                   | 1° de janeiro de 2009   | 31 de dezembro de 2012                  | Prefeito eleito em sufrágio universal                               |
| 12                                                 | José Luiz Torres Lopes (Atílio Vivácqua, 19.08.1948–)                           | 1° de janeiro de 2013              | Democratas DEM                                   | 31 de dezembro de 2016  | Prefeito reeleito em sufrágio universal |                                                                     |
| 13                                                 | Almir Lima Barros (Atílio Vivácqua, 11.06.1965–17.01.2018)                      |                                    | Partido Socialista Brasileiro PSB                | 1° de janeiro de 2017   | 17 de janeiro de 2018                   | Prefeito reeleito em sufrágio universal, falecido durante o mandato |
| 14                                                 | Josemar Machado Fernandes, Josemar Basto (Cachoeiro de Itapemirim, 14.07.1967–) |                                    | Partido Democrático Trabalhista PDT              | 18 de janeiro de 2018   | 31 de dezembro de 2020                  | Vice-prefeito eleito no cargo de titular                            |
| 14                                                 | Josemar Machado Fernandes, Josemar Basto (Cachoeiro de Itapemirim, 14.07.1967–) | 1° de janeiro de 2021              | Partido Democrático Trabalhista PDT              | 31 de dezembro de 2024  | Prefeito reeleito em sufrágio universal |                                                                     |
| 15                                                 | Hélio Humberto Lima Filho, Helinho Lima (Cachoeiro de Itapemirim, 23.03.1984–)  |                                    | Partido Socialista Brasileiro PSB                | 1° de janeiro de 2025   | Atualidade                              | Prefeito eleito em sufrágio universal                               |